# Lymantria mathura
Lymantria mathura este o specie de molii din genul Lymantria, familia Lymantriidae, descrisă de Moore 1865 Conform Catalogue of Life specia Lymantria mathura nu are subspecii cunoscute.

## Galerie

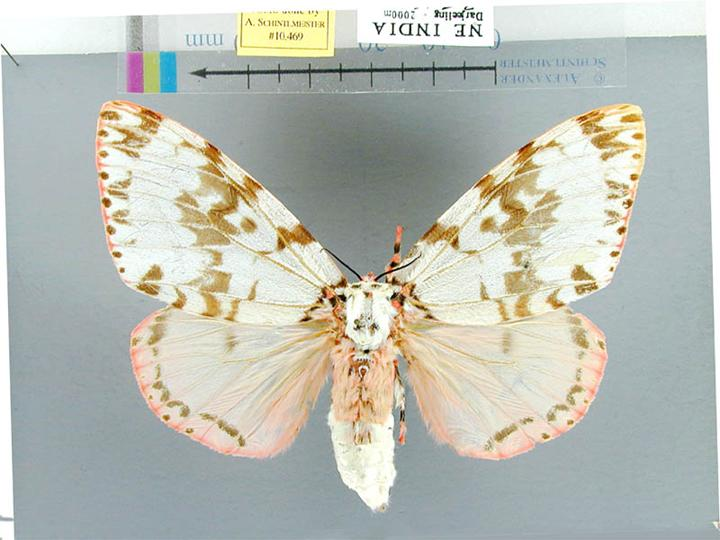
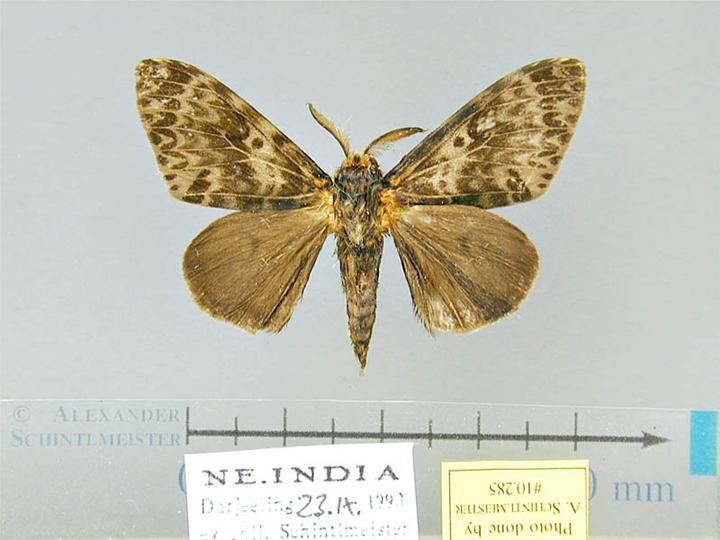
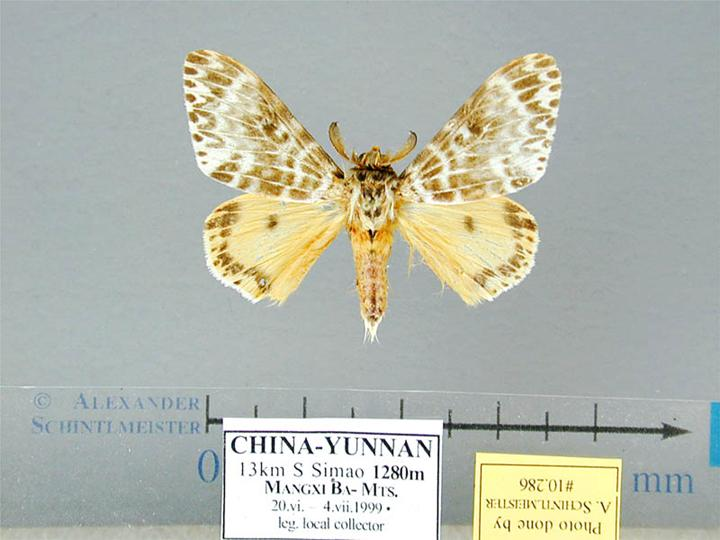
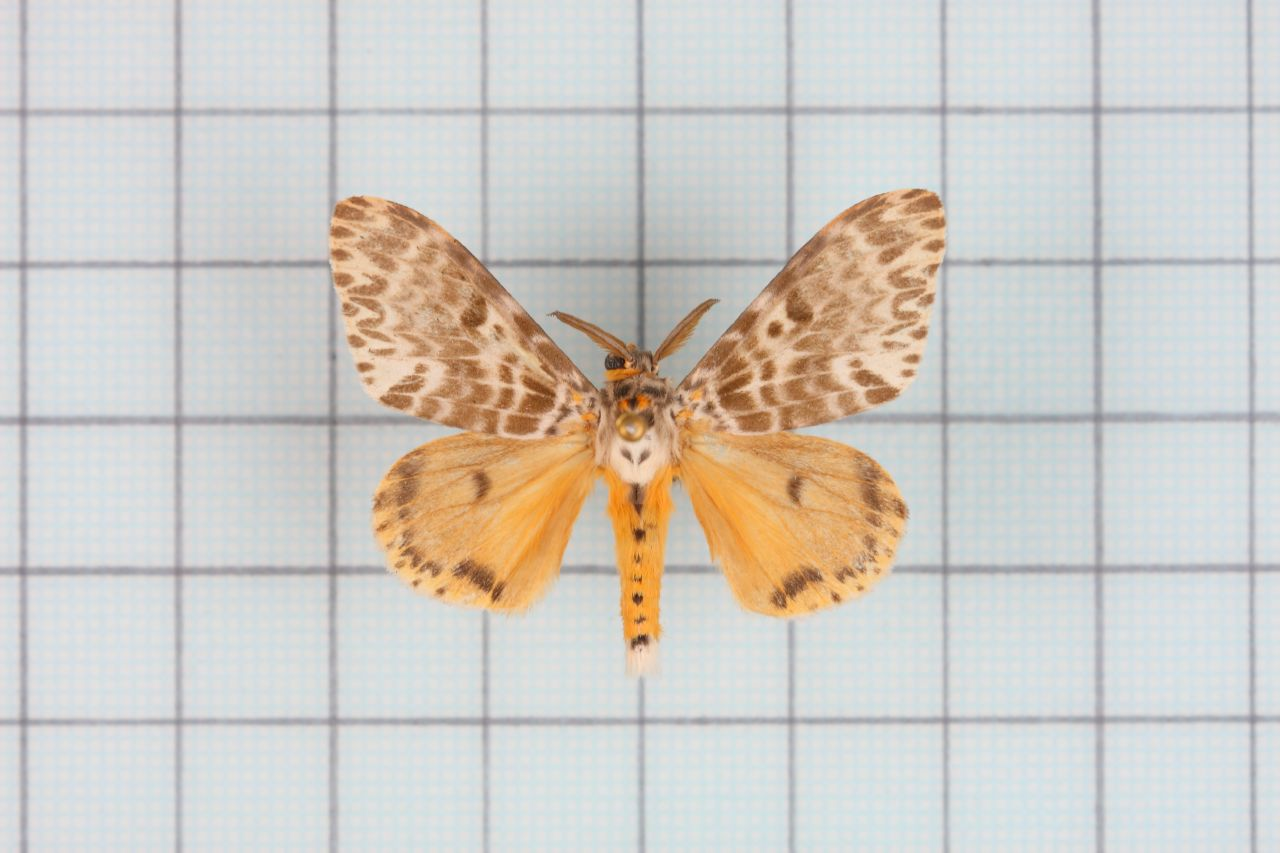